# Нижнеломовский район
Нижнеломо́вский райо́н — административно-территориальная единица (район) и муниципальное образование (муниципальный район) в Пензенской области России.
Административный центр — город Нижний Ломов.

## География
Район занимает территорию 1760 км², находится в северо-западной части области. Граничит на востоке с Мокшанским районом, на юге — с Каменским и Пачелмским районами, на западе с Вадинским районом, на севере — со Спасским и Наровчатским районами Пензенской области, на северо-востоке — с Мордовией.

## История
Район образован 16 июля 1928 года в составе Пензенского округа Средне-Волжской области. В него вошла большая часть территории бывшего Нижнеломовского уезда Пензенской губернии.
С 1929 по 1935 год район в составе Средневолжского (Куйбышевского) края, с 1936 по 1937 год — в Куйбышевской области. 27 сентября 1937 года район включён в состав Тамбовской области. 4 февраля 1939 года передан в состав вновь образованной Пензенской области.
7 сентября 1939 года из Беднодьмьяновского района в Нижнеломовский район был передан Засеченский с/с.
30 ноября 1956 года к Нижнеломовскому району была присоединена часть территории упразднённого Головинщинского района, а 12 октября 1959 года — часть территории упразднённого Голицынского района.
С 1963 года по 12 января 1965 года район был разделён на Нижнеломовский промышленный и Нижнеломовский сельский районы.
С 1980 по 1998 год Нижний Ломов был отнесён к категории городов областного подчинения.
В соответствии с Законом Пензенской области от 2 ноября 2004 года № 690-ЗПО в районе образовано 1 городское и 15 сельских поселений (сельсоветов), установлены границы муниципальных образований.
22 декабря 2010 года в соответствии с Законом Пензенской области № 1992-ЗПО были упразднены Аршиновский, Ивинский, Новошуструйский, Прянзерский и Сорокинский сельсоветы с включением их территорий в состав других сельсоветов.

## Население
| 1939    | 1959    | 1970    | 1979    | 1989    | 2002    | 2009    |
| ------- | ------- | ------- | ------- | ------- | ------- | ------- |
| 62 126  | ↗63 537 | ↘57 053 | ↘55 010 | ↘52 158 | ↘46 540 | ↘43 509 |
| 2010    | 2011    | 2012    | 2013    | 2014    | 2015    | 2016    |
| ↘41 974 | ↘41 829 | ↘41 022 | ↘40 412 | ↘39 737 | ↘39 252 | ↘38 806 |
| 2017    | 2018    | 2021    |         |         |         |         |
| ↘38 532 | ↘38 035 | ↘36 311 |         |         |         |         |

### Урбанизация
В городских условиях (город Нижний Ломов) проживают 56.24 % населения района.

## Административное деление
В Нижнеломовский район как административно-территориальное образование входят 1 город районного значения и 10 сельсоветов.
В муниципальный район входят 11 муниципальных образований, в том числе 1 городское поселение и 10 сельских поселений
| №        | Муниципальное образование   | Административный центр | Количество населённых пунктов | Население | Площадь, км2 |
| -------- | --------------------------- | ---------------------- | ----------------------------- | --------- | ------------ |
| 1e-06    | Городское поселение:        |                        |                               |           |              |
| 1        | город Нижний Ломов          | город Нижний Ломов     | 1                             | ↘20 421   | 14,50        |
| 1.000002 | Сельские поселения:         |                        |                               |           |              |
| 2        | Атмисский сельсовет         | село Атмис             | 6                             | ↘1319     | 192,88       |
| 3        | Большехуторский сельсовет   | село Большие Хутора    | 3                             | ↘1603     | 126,86       |
| 4        | Верхнеломовский сельсовет   | село Верхний Ломов     | 10                            | ↘3566     | 305,61       |
| 5        | Виргинский сельсовет        | село Вирга             | 3                             | ↘862      | 106,05       |
| 6        | Голицынский сельсовет       | село Голицыно          | 15                            | ↘1565     | 341,35       |
| 7        | Кривошеевский сельсовет     | село Кривошеевка       | 5                             | ↘2407     | 156,13       |
| 8        | Кувак-Никольский сельсовет  | село Кувак-Никольское  | 12                            | ↘1874     | 202,82       |
| 9        | Новопятинский сельсовет     | село Новая Пятина      | 3                             | ↘358      | 114,78       |
| 10       | Норовский сельсовет         | село Норовка           | 3                             | ↗1502     | 56,64        |
| 11       | Усть-Каремшинский сельсовет | село Усть-Каремша      | 3                             | ↘834      | 146,55       |

### Населённые пункты
В Нижнеломовском районе 64 населённых пункта.
| №  | Населённый пункт    | Тип     | Население | Муниципальное образование   |
| -- | ------------------- | ------- | --------- | --------------------------- |
| 1  | Александровка       | деревня | 67        | Голицынский сельсовет       |
| 2  | Ананьино            | деревня | 3         | Кувак-Никольский сельсовет  |
| 3  | Аршиновка           | село    | ↘301      | Голицынский сельсовет       |
| 4  | Атмис               | село    | ↘683      | Атмисский сельсовет         |
| 5  | Бобровка            | деревня | 21        | Кувак-Никольский сельсовет  |
| 6  | Большая Андреевка   | деревня | 34        | Кувак-Никольский сельсовет  |
| 7  | Большие Хутора      | село    | ↘583      | Большехуторский сельсовет   |
| 8  | Большой Мичкас      | село    | ↘658      | Атмисский сельсовет         |
| 9  | Верхний Ломов       | село    | ↘3321     | Верхнеломовский сельсовет   |
| 10 | Вирга               | село    | ↘973      | Виргинский сельсовет        |
| 11 | Волженка            | деревня | 464       | Кривошеевский сельсовет     |
| 12 | Гаи                 | деревня | 98        | Норовский сельсовет         |
| 13 | Голицыно            | село    | ↘976      | Голицынский сельсовет       |
| 14 | Гороховщино         | село    | ↘52       | Голицынский сельсовет       |
| 15 | Дмитриевский        | посёлок | 6         | Виргинский сельсовет        |
| 16 | Дубки               | посёлок | 50        | Голицынский сельсовет       |
| 17 | Ендашевка           | деревня | 46        | Норовский сельсовет         |
| 18 | Замуравские Выселки | село    | ↘54       | Кривошеевский сельсовет     |
| 19 | Заречный            | посёлок | 7         | Верхнеломовский сельсовет   |
| 20 | Засечное            | село    | ↘118      | Кувак-Никольский сельсовет  |
| 21 | Ива                 | село    | ↘338      | Голицынский сельсовет       |
| 22 | Кера                | село    | ↘333      | Голицынский сельсовет       |
| 23 | Кобяки              | село    | ↘17       | Голицынский сельсовет       |
| 24 | Козлятское          | село    | ↘118      | Верхнеломовский сельсовет   |
| 25 | Красная Керка       | деревня | 5         | Голицынский сельсовет       |
| 26 | Красный             | посёлок | 16        | Атмисский сельсовет         |
| 27 | Кривозерье          | село    | ↘152      | Новопятинский сельсовет     |
| 28 | Кривошеевка         | село    | ↗1868     | Кривошеевский сельсовет     |
| 29 | Кувак-Никольское    | село    | ↘1225     | Кувак-Никольский сельсовет  |
| 30 | Лещиново            | село    | ↘297      | Атмисский сельсовет         |
| 31 | Лукина Поляна       | село    | ↘40       | Усть-Каремшинский сельсовет |
| 32 | Майоровка           | деревня | 58        | Атмисский сельсовет         |
| 33 | Макаровка           | деревня | 1         | Верхнеломовский сельсовет   |
| 34 | Малая Андреевка     | деревня | 77        | Кувак-Никольский сельсовет  |
| 35 | Мичкасские Выселки  | село    | ↘257      | Кривошеевский сельсовет     |
| 36 | Нижний Ломов        | город   | ↘20 421   | город Нижний Ломов          |
| 37 | Новая Александровка | деревня | 0         | Голицынский сельсовет       |
| 38 | Новая Михайловка    | деревня | 43        | Верхнеломовский сельсовет   |
| 39 | Новая Нявка         | село    | ↘64       | Новопятинский сельсовет     |
| 40 | Новая Пятина        | село    | ↘271      | Новопятинский сельсовет     |
| 41 | Новый Шуструй       | село    | ↘193      | Верхнеломовский сельсовет   |
| 42 | Норовка             | село    | ↗1451     | Норовский сельсовет         |
| 43 | Овчарное            | село    | ↘396      | Большехуторский сельсовет   |
| 44 | Пешая Слобода       | село    | ↘846      | Большехуторский сельсовет   |
| 45 | Пиксев              | посёлок | 4         | Голицынский сельсовет       |
| 46 | Подгорный           | посёлок | 11        | Голицынский сельсовет       |
| 47 | Пошутовка           | село    | ↘27       | Верхнеломовский сельсовет   |
| 48 | Прянзерки           | село    | ↘498      | Усть-Каремшинский сельсовет |
| 49 | Рабочий Уголок      | посёлок | 1         | Атмисский сельсовет         |
| 50 | Ражки               | деревня | 41        | Голицынский сельсовет       |
| 51 | Светлореченька      | посёлок | 67        | Голицынский сельсовет       |
| 52 | Серый Ключ          | село    | ↘169      | Кувак-Никольский сельсовет  |
| 53 | Скрипицино          | село    | →1        | Виргинский сельсовет        |
| 54 | Сорокино            | село    | ↘374      | Кувак-Никольский сельсовет  |
| 55 | Средний             | посёлок | 14        | Голицынский сельсовет       |
| 56 | Старая Мурава       | село    | ↘63       | Верхнеломовский сельсовет   |
| 57 | Старая Нявка        | село    | ↘5        | Кувак-Никольский сельсовет  |
| 58 | Старый Шуструй      | село    | ↘3        | Верхнеломовский сельсовет   |
| 59 | Стяжкино            | село    | ↘2        | Кувак-Никольский сельсовет  |
| 60 | Сухопечаевка        | село    | ↘7        | Верхнеломовский сельсовет   |
| 61 | Танкаевка           | деревня | 46        | Кувак-Никольский сельсовет  |
| 62 | Тархово             | село    | ↘11       | Кривошеевский сельсовет     |
| 63 | Усть-Каремша        | село    | ↘591      | Усть-Каремшинский сельсовет |
| 64 | Федоровка           | деревня | 43        | Кувак-Никольский сельсовет  |

Упразднённые населённые пункты:
- 2004 год — поселок Потьминский[25].

## Экономика
С Пензой район связывает федеральная трасса М5 «Урал». Основные отрасли экономики — промышленность и сельское хозяйство.

## Известные жители
- Богомолов, Владимир Максимович — русский писатель, родился 4 декабря 1924 года в селе Голицыно

## Археология
В погребениях Ражкинского могильника на северной окраине деревни Ражки обнаружены традиции захоронения, являющиеся заимствованием и влиянием сарматов.